# Chuyến xe bão táp
Chuyến xe bão táp là một bộ phim tâm lí xã hội của đạo diễn Trần Vũ, được công chiếu vào năm 1978.

## Nội dung
Ông bà Tình (Trịnh Thịnh, Mai Châu) định bụng bắt xe đò từ Vinh lên Việt Trì gửi cháu cho các con đang làm công nhân điện lực. Nhưng họ bị bọn phe vé hạch sách, rồi đến ông tài hành hạ suốt dọc đường tới nỗi cháu gái nhỏ dại bị sốt phải vào Bệnh viện Bạch Mai cấp cứu. Hai ông bà và hành khách trên xe được sự giúp đỡ tận tình của cô thanh niên xung phong Vân (Thanh Quý) cùng chàng bộ đội giải ngũ Sơn (Vũ Đình Thân).

## Kĩ thuật
Bộ phim khởi quay tại Vinh và Hà Nội năm 1976 đến năm 1978 mới công chiếu.

### Sản xuất
- Dựng phim: Nguyễn Bá Nghi
- Hóa trang: Minh Thu
- Dựng cảnh: Phạm Hữu Ích
- Chiếu sáng: Vũ Đức Lâm, Huỳnh Xáng
- Thu thanh: Đào Văn Biên
- Âm nhạc: Nguyễn Huy Phúc
- Nhạc trưởng: Vũ Lương

### Diễn xuất
- Trịnh Thịnh... Ông Tình
- Mai Châu... Bà Tình
- Thanh Quý... Vân
- Vũ Đình Thân... Sơn
- Phương Hạnh... Cháu Hòa
- Trần Thúy Lan... Luận - tài xế 1
- Trần Quốc Trọng... Trọng - phụ xế[2]
- Thu Hiền... Tuất
- Trần Nghiêm... Tài xế 2
- Trần Phương... Chủ hãng xa đò
- Lê Hoài Phương... Nữ sinh đại học
- Văn Phức
- Huyền Lâm
- Nguyễn Quốc Hung
- Huy Dơn

## Giải thưởng
| Năm  | Lễ trao giải                      | Hạng mục                 | Đối tượng đề cử                    | Kết quả      | Nguồn |
| ---- | --------------------------------- | ------------------------ | ---------------------------------- | ------------ | ----- |
| 1977 | Liên hoan phim Việt Nam lần thứ 4 | Phim truyện điện ảnh     |                                    | Bông sen bạc |       |
| 1977 | Liên hoan phim Việt Nam lần thứ 4 | Biên kịch xuất sắc       | Bành Bảo, Nghệ sĩ nhân dân Trần Vũ | Đoạt giải    |       |
| 1977 | Liên hoan phim Việt Nam lần thứ 4 | Diễn xuất đáng khen ngợi | Nghệ sĩ ưu tú Thanh Quý            | Đoạt giải    | [ 3 ] |